# Bas Dirks
Bas Dirks (ur. 23 sierpnia 1975) – holenderski trener hokeja na trawie, selekcjoner reprezentacji Polski seniorów.
W swojej dotychczasowej pracy trenerskiej pracował z holenderskimi drużynami klubowymi - najdłużej, bo aż sześć lat z trzecioligowym Were Di, cztery lata spędził w reprezentującej najwyższą klasę rozgrywkową Oranje Zwart, a po dwa w drugoligowych Push i Eindhoven, w którym pracuje do chwili obecnej łącząc rolę trenera holenderskiego klubu i reprezentacji Polski.
Dirks zajmował się również analizą wideo podczas mistrzostw Europy i młodzieżowych mistrzostw świata pracując w sztabie drużyny do lat 21. Posiada najwyższy stopień holenderskiej licencji trenerskiej (A).
31 marca 2010 został trenerem męskiej reprezentacji Polski. 